# Stars - The Best of Videos 1992 - 2002
Stars - The Best of Videos 1992 - 2002 è una raccolta di video musicali del gruppo musicale alternative rock irlandese Cranberries, pubblicata nel 2002 dopo la raccolta Stars - The Best of 1992 - 2002.

## Tracce
1. Dreams
2. Linger
3. Zombie
4. Ode to My Family
5. I Can't Be with You
6. Ridiculous Thoughts
7. Salvation
8. Free to Decide
9. When You're Gone
10. Promises
11. Animal Instinct
12. Just My Imagination
13. You & Me
14. Analyse
15. Time Is Ticking Out
16. This Is the Day
17. Stars

### Contenuti speciali
- Video alternativi

1. Dreams
2. Ridiculous Thoughts
3. When You're Gone
4. Analyse

- Bonus Live

1. Daffodil Lament ('94 Astoria UK)
2. Empty ('94 Astoria)
3. Sunday ('96 tour)

- Live al Vicar Street

1. Time Is Ticking Out
2. Linger
3. In the Ghetto
4. Ode to My Family
5. Shattered
6. Animal Instinct
7. Loud and Clear
8. I Can't Be with You
9. Analyse

- '99 Love Life & Rock 'n' Roll (documentario)